# Silberselenit
Silberselenit ist eine chemische Verbindung des Silbers aus der Gruppe der Selenite.

## Gewinnung und Darstellung
Silberselenit kann durch Reaktion von Seleniger Säure mit Silbernitrat gewonnen werden.
Die Verbindung kann auch durch Reaktion von Natriumselenit oder Selen mit Silbernitrat gewonnen werden.
{\displaystyle {\ce {3 Se + 6AgNO3 + 3H2O -> 2Ag2Se + Ag2SO3 + 6 HNO3}}}

## Eigenschaften
Silberselenit ist ein weißer Feststoff, der schwer löslich in Wasser ist. Er besitzt eine monokline Kristallstruktur mit der Raumgruppe P21/c (Raumgruppen-Nr. 14).

## Verwendung
Silberselenit kann zur Herstellung von Silber(I)-selenid, Dialkylseleniten oder Selensäure verwendet werden.
{\displaystyle {\ce {Ag2SeO3 + Br2 + H2O -> H2SeO4 + 2AgBr}}}